# Aljaž Cotman
Aljaž Cotman, slovenski nogometaš, * 26. april 1994, Kranj.
Cotman je profesionalni nogometaš, ki igra na položaju vratarja. Od leta 2022 je član avstrijskega kluba Donau Klagenfurt. Ped tem je branil za angleški Wolverhampton Wanderers ter slovenske Maribor, Aluminij in Nafto 1903. Skupno je v prvi slovenski ligi odigral šest tekem, v drugi slovenski ligi pa 12. Bil je tudi član slovenske reprezentance do 16, 17, 18, 19 in 21 let.